# Ilmarë (lune)

Images du cubewano Varda I Ilmarë, prise par le télescope Hubble en 2010 et 2011

Ilmarë, officiellement (174567) Varda I Ilmarë, est un objet transneptunien (classe des cubewanos) et un satellite de (174567) Varda.

## Découverte
Ilmarë fut découvert sur une image prise par le télescope spatial Hubble le 26 avril 2009. La découverte fut annoncée en 2011.

## Nom
Les noms de Varda et de sa lune furent annoncés le 16 janvier 2014. Varda est une reine des Valar, créatrice des étoiles et déesse principale des elfes dans la mythologie fictive de J.R.R. Tolkien. Ilmarë est un chef des Maiar et une servante de Varda.

## Caractéristiques
On connaît peu de chose sur cet objet. Son diamètre est estimé à 51 % de celui de son primaire, ce qui ferait environ 420 kilomètres. Néanmoins la masse du système n'a pas été mesurée et l'estimation des diamètres demeure très approximative.